# Periclimenes hertwigi
Periclimenes hertwigi är en kräftdjursart som beskrevs av Heinrich Balss 1913. Periclimenes hertwigi ingår i släktet Periclimenes och familjen Palaemonidae. Inga underarter finns listade i Catalogue of Life.